# Omidenepag
El omidenepag, comercializado con el nombre comercial de Eybelis entre otros, es un medicamento utilizado para tratar la hipertensión ocular, incluido el glaucoma. Este medicamento se utiliza en forma de colirio.  
Los efectos secundarios más frecuentes son sensibilidad a la luz, visión borrosa, enrojecimiento ocular, dolor de cabeza y dolor ocular. Otros efectos secundarios pueden ser cambios en las pestañas y edema macular. Es un activador relativamente selectivo del receptor de prostaglandina E2.  
Este medicamento fue aprobado para uso médico en Japón en 2018, y en los Estados Unidos en 2022.Actualmente no está en proceso de aprobación ni en Europa ni en el Reino Unido a partir del 2022. 